# Closed loop communication
Closed loop communication bezeichnet eine Kommunikationsstrategie, die durch Rückbestätigung Fehler vermeiden und für eindeutigen Handlungsablauf sorgen soll.
Ursprünglich stammt diese Technik aus dem militärischen Bereich, wo beispielsweise von Piloten beim Abarbeiten von Checklisten eine Rückbestätigung der aktuellen Handlung gefordert wird, um Fehler rasch zu bemerken und diesen entgegenzuwirken. Diese Redundanz macht erkenntlich, ob die Anweisung korrekt verstanden wurde, und, was aktuell ausgeführt wird.
Wenn der Anweisende keine Rückmeldung bekommt, muss die Frage wiederholt werden, bis die Rückmeldung eintrifft. Dabei muss der Anweisende den Empfänger deutlich mit Namen ansprechen bzw. auf andere Weise eindeutig identifizieren, um redundante Arbeitsabläufe oder Verlust der Information zu verhindern. Die Anweisungen müssen klar formuliert werden und der Anweisende muss sichergehen, dass der Empfänger die Aufgabe verstanden hat, bevor er ihm weitere Aufgaben zuweist. Dabei ist kein Platz für wertende, persönliche Kritik, das Feedback bei Fehlern muss sachlich und konstruktiv gehalten werden.
Essentielle Verwendung der closed loop communication findet heute ebenfalls im nicht-militärischen, zivilen Bereich statt. Hier sind besonders Kommunikationsabläufe im Rettungswesen und notfallmedizinischen Bereich zu nennen, beispielsweise Kommunikation in Notsituationen wie Schockraummanagement. Einhaltung der closed loop sind hier unumgänglich, um Fehler zu vermeiden, die potentiell lebensbedrohlichen Ausgang nehmen können.

## Beispiele
Ein Flugzeug ist dabei, den Landeanflug auf einen Flughafen zu beginnen. Ein Dialog im Cockpit könnte sich demnach folgendermaßen abspielen:
Pilot: „Wir leiten den Landeanflug ein. Co-Pilot, Landeklappen auf 30 Grad ausfahren.“

Der Pilot bekommt die Rückmeldung, dass seine Anweisung korrekt verstanden und ausgeführt wird. Das Handeln im Fehlerfall zeigt ein zweites Beispiel:
Pilot: „Co-Pilot, Landeklappen auf 30 Grad ausfahren.“

Co-Pilot: „Fahre Landeklappen auf 3 Grad aus.“

Pilot: „Negativ! Landeklappen auf dreißig Grad ausfahren!“

Hier konnte der Pilot durch die divergierende Rückmeldung rasch erkennen, wo der Fehler lag und ihn rechtzeitig korrigieren. Hätte der Co-Pilot sich nicht an die closed loop gehalten und stattdessen einfach nur mit „ja“ geantwortet, wäre die Handlung wohl länger unbemerkt falsch ausgeführt worden.